# Косиор, Иосиф Викентьевич
Ио́сиф Вике́нтьевич Косио́р (31 января [12 февраля] 1893, Венгрув, Мазовецкое воеводство — 3 июля 1937, Москва) — член ЦК ВКП(б), уполномоченный СНК СССР, Наркомата тяжёлой промышленности, Наркомата оборонной промышленности и Наркомата путей сообщения по Дальневосточному краю.

## Биография
Родился в крестьянской семье. Отец — Викентий Янович, служил в солдатах, затем крестьянствовал на своем нищенском земельном наделе. Жилось тяжело, поэтому отец продал своё хозяйство и в 1897 году с семьёй переехал в Донбасс, в город Сулин, где стал работать на Сулинском металлургическом заводе — сначала чернорабочим у домны, затем газовщиком.
Братья — Станислав (1889—1939), Владислав (1891—1938), Казимир (1896—1938) и Михаил, а также сестра Софья.
С 8 лет учился в технической школе при металлургическом заводе. В 11 лет, окончив школу, Иосиф работал посыльным. Однако в декабре 1905 года, оставив из-за локаута Сулинский завод, семья Косиоров переехала в город Алчевск (впоследствии Коммунарск). Здесь в 1906 году поступил на работу в доменный цех Юрьевского завода, где уже работали его отец и старший брат Станислав. В июле 1907 года Станислав был арестован за революционную деятельность, затем забрали и его братьев — шестнадцатилетнего Владислава и четырнадцатилетнего Иосифа, но через месяц их освободили как несовершеннолетних и за отсутствием улик. Так, ещё подростком, Иосиф приобщился к революционной работе. В 1908 в партийной организации РСДРП Донецко-Юрьевского завода в Алчевске уже состояли 4 брата — Станислав, Владислав, Казимир и Иосиф Косиоры.
После отъезда Станислава в 1908 Иосиф становится организатором Юрьевского подрайона под псевдонимом «Николай», а в 1909 возглавляет Алмазно-Юрьевский комитет РСДРП как секретарь. В 1910 году ночью накануне 1 мая полиция окружила Юрьевский завод и рабочий посёлок, произвела повальные обыски и к утру арестовала 50 человек, в том числе Иосифа Косиора и его ближайших товарищей.Около года он просидел в тюрьмах, пока шло следствие и судебное разбирательство. Косиор был приговорён к ссылке на вечное поселение в Сибирь, куда прибыл в сентябре 1911 года. Его поселили в глухом таёжном селе Покатьево. В ссылке он продолжал политическую работу, поддерживал связь с партийными организациями России, одновременно продолжал учиться, много читал. В то же время его не покидала мысль о побеге из ссылки, он стремился в промышленные центры, чтобы продолжать революционную работу. Когда началась Первая мировая война, Косиор, как и многие другие ссыльные, стал изучать военное дело, что пригодилось ему в дальнейшей жизни. В 1916 году ему удалось совершить побег из ссылки и поселиться в Иркутске. Там Косиор стал одним из активных организаторов подполья. В 1917 году после подавления руководимой им забастовки Косиор был вынужден покинуть Иркутск и приехать в Москву.

### Революция и Гражданская война
В том же 1917 году член Исполнительного комитета Московского Совета от Замоскворечья. С октября по ноябрь 1917 года председатель Замоскворецкого военно-революционного комитета Москвы.
С ноября по декабрь 1918 года военком особого отряда 8-й армии. С декабря 1918 по 1919 год командир дивизии Южного фронта. С 17 апреля по 2 октября 1919 член Реввоенсовета 13-й армии Южного фронта, одновременно с 24 апреля по 2 октября 1919 член РВС 8-й армии Южного фронта. С ноября 1919 по 1920 года помощник командующего 8-й армией по административной части. С 24 марта по август 1920 и с 29 октября 1920 по апрель 1922 года командующий 8-й Кавказской армией труда («Кавтрудармией») в городе Грозный. При этом с апреля по август 1920 и с 16 января 1921 по май 1922 председатель Центрального нефтяного управления (ЦНУ) Главнефтекома ВСНХ РСФСР. С 25 августа по 23 октября 1920 — член РВС 9-й армии Кавказского фронта. Руководил операциями на Кубани против десанта врангелевского генерала Улагая в районах станиц Ново-Николаевской и Ново-Нижнестеблиевской. За мужество, проявленное в разгроме опорного пункта С. Г. Улагая, И. В. Косиор был награждён высшей на тот момент военной наградой — орденом Красного Знамени. В боях он был серьёзно ранен.

И. В. Косиор в 1924 году (в должности управляющего «Грознефти»)

С 14 ноября 1920 по 29 января 1921 был членом Реввоенсовета Туркестанского фронта, но в Ташкент так и не выехал и должность не принимал.

### На хозяйственной работе
С мая 1922 по 1926 год — начальник треста «Грознефть».
В 1922 году поступил в Московскую горную академию, однако свидетельств об её окончании нет.
С 9 июня 1926 по 15 октября 1927 года — председатель правления металлургического треста «Югосталь», объединявшего 14 заводов Донбасса. Затем начальник «Юговосттопа», уполномоченный Главтопа по Северо-Кавказскому краю. Затем заместитель председателя ВСНХ СССР, курирующий нефтяную отрасль и металлургию. В 1925—1927 являлся кандидатом в члены ЦК ВКП(б), с 1927 года — членом ЦК ВКП(б).
С 1930 года председатель Правления треста «Востоксталь».

### На высших государственных постах
С 1931 по 5 января 1932 года заместитель председателя ВСНХ СССР, одновременно с 1931 года начальник Главного угольного управления, заместитель народного комиссара тяжёлой промышленности СССР, также с 1931 по 1933 год начальник Главного управления топливной промышленности ВСНХ, народного комиссариата тяжёлой промышленности СССР, дополнительно с 1932 по 1933 — заместитель народного комиссара тяжёлой промышленности СССР. С декабря 1933 до своей смерти — уполномоченный СНК СССР, Наркомата тяжёлой промышленности, Наркомата оборонной промышленности и Наркомата путей сообщения по Дальневосточному краю.
На февральско-мартовском Пленуме ЦК партии 1937 г. первый секретарь Западно-Сибирского крайкома Р. И. Эйхе подверг критике центральные главки (Наркомтяжпром — Гуревич, Косиор), которые не контролируют работу подведомственных им заводов и строящихся предприятий, ограничиваясь бумаготворчеством и формальными отчётами. За три года, с 1934-го по 1937-й, они ни разу не направили свои инспекции на предприятия. Он указал на нарушение решения пленума ЦК, согласно которому крупное строительство должно производиться только на основе утверждённых проектов, — строительство Кемеровского азотного комбината, «в которое вложено уже более 250 млн руб., до сегодняшнего дня не имеет утвержденного проекта», что, по мнению Эйхе, создавало почву для вредительства.

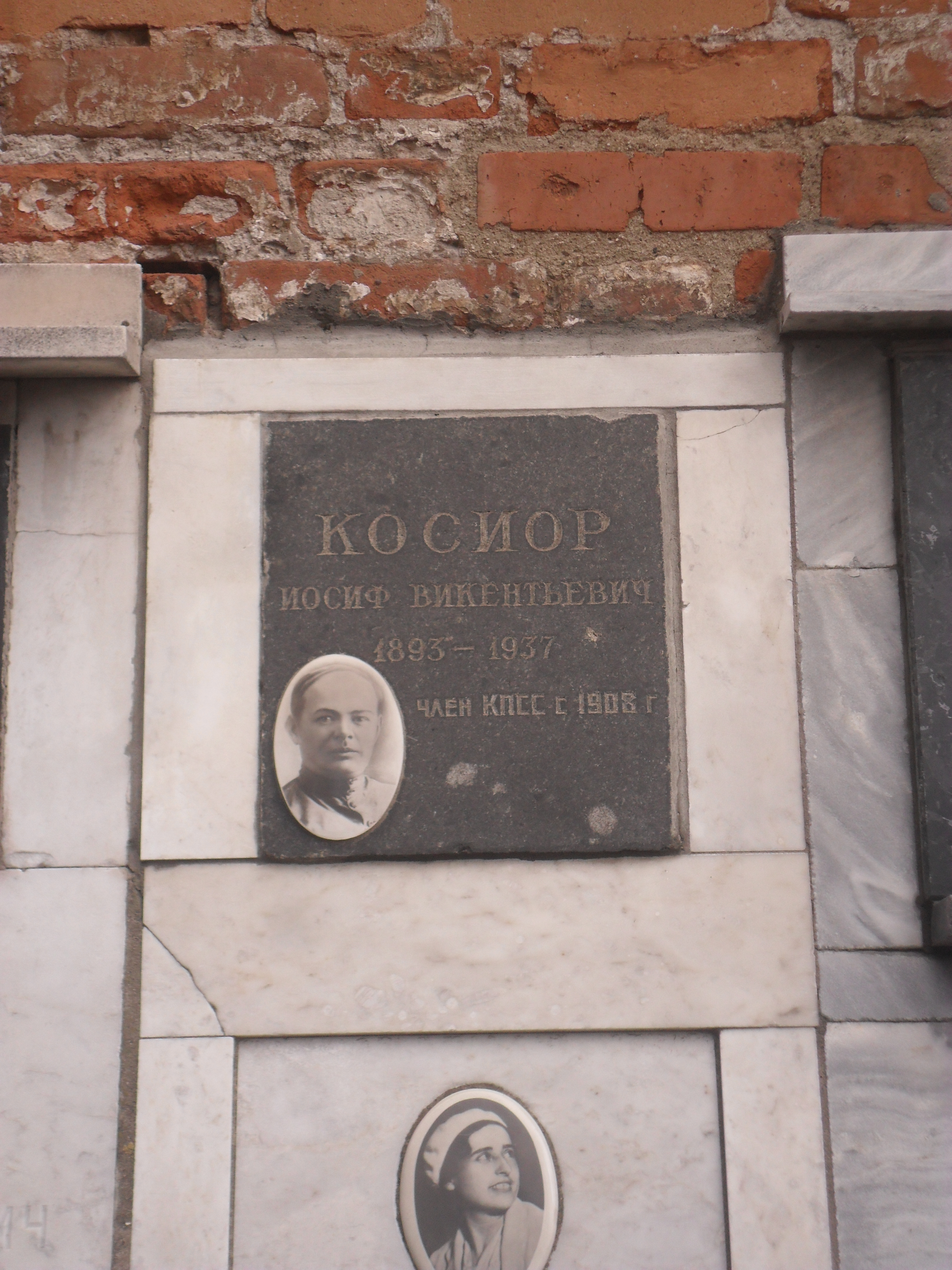
Плита колумбария Косиора на Новодевичьем кладбище Москвы.

И. В. Косиор умер 3 июля 1937 года после продолжительной болезни в санатории «Барвиха». Урна с прахом после прощания в зале ЦИК СССР 5 июля 1937 года была установлена на Новодевичьем кладбище (колумбарий, секция 1).
В некоторых источниках ошибочно утверждается, якобы И. В. Косиор был репрессирован (как четверо его родных братьев).